# Предсједник Народне скупштине Републике Српске
Предсједник Народне скупштине Републике Српске је народни посланик који предсједава Народном скупштином Републике Српске.
Тренутни предсједник је Ненад Стевандић из Уједињене Српске (УС).

## Избор
Народна скупштина, већином гласова свих народних посланика, бира предсједника Народне скупштине. Избор се врши на првој сједници под предсједавањем најстаријег народног посланика (предсједавајућег).
Сваки посланик може предложити кандидата за предсједника Народне скупштине. Народни посланик може да учествује у предлагању само једног кандидата. О предлогу кандидата отвара се расправа. Након расправе предсједавајући утврђује листу кандидата.
Народни посланик може гласати само за једног кандидата. За предсједника Народне скупштине изабран је народни посланик који је добио већину од укупног броја гласова народних посланика Народне скупштине. Ако су предложена два кандидата, а ниједан није добио потребну већину, поступак избора се понавља.

## Потпредсједници
Народна скупштина бира и два до четири потпредсједника Народне скупштине. Један потпредсједник се бира из реда најбројније опозиционе странке. Избором потпредсједника задовољава се критеријум припадности конститутивном народу.
Предлог и избор потпредсједника Народне скупштине врши се на исти начин као и избор предсједника Народне скупштине.

## Дјелокруг
Предсједник Народне скупштине:
- представља Народну скупштину;
- предлаже годишњи програм рада Народне скупштине;
- сазива сједницу Народне скупштине и предсједава сједницама;
- предлаже дневни ред сједнице Народне скупштине,
- стара се о примјени Пословника Народне скупштине;
- усклађује рад радних тијела Народне скупштине;
- упућује народним посланицима и радним тијелима нацрте и предлоге закона, друге акте и материјале на разматрање, покреће иницијативу за разматрање појединих питања из надлежности Народне скупштине, а може покренути иницијативу за разматрање одређених питања и у радним тијелима Народне скупштине;
- потписује законе и друге акте које доноси Народна скупштина;
- законе или друге прописе или акте које изгласа Народна скупштина, доставља Вијећу народа;
- упућује донесене законе предсједнику Републике, ради проглашења;
- предлаже представнике Народне скупштине, из реда народних посланика, у Заједничку комисију;
- стара се о остваривању начела јавности у раду Народне скупштине и о остваривању права народних посланика у обављању посланичке функције;
- доноси акт о критеријумима за утврђивање који се материјали и подаци сматрају повјерљивим, односно државном тајном и утврђује начин руковања тим материјалима;
- прима свечане заклетве функционера који, у складу са Уставом Републике Српске, законом и пословником свечану заклетву дају пред Народном скупштином;
- прихвата покровитељство у својству предсједника Народне скупштине;
- одређује представнике Народне скупштине који ће присуствовати догађајима и манифестацијама на које је позван предсједник или Народна скупштина;
- развија међународну и међупарламентарну сарадњу Народне скупштине;
- предлаже делегацију Народне скупштине у домаћим и страним парламентарним институцијама, организацијама и тијелима;
- одобрава, водећи рачуна о расположивим средствима, путовања посланика изван Републике Српске, ако су позвани у својству посланика;
- врши друге послове предвиђене Уставом, посебним прописима и пословником.

## Списак предсједника
| #  | Слика | Име                | Животни век | Трајање мандата    | Трајање мандата | Странка                                                        | Сазив               |
| -- | ----- | ------------------ | ----------- | ------------------ | --------------- | -------------------------------------------------------------- | ------------------- |
| 1. |       | Момчило Крајишник  | 1945 - 2020 | 24. октобар 1991.  | 1996.           | Српска демократска странка                                     | Први                |
| 2. |       | Драган Калинић     | 1948 -      | 19. октобар 1996.  | 1998.           | Српска демократска странка                                     | Први, Други и Трећи |
| 3. |       | Петар Ђокић        | 1961 -      | 4. новембар 1998.  | 2000.           | Социјалистичка партија                                         | Четврти             |
| 4. |       | Драган Калинић     | 1948 -      | 16. децембар 2000. | 2004.           | Српска демократска странка                                     | Пети и Шести        |
| 5. |       | Душан Стојичић     | 1963 -      | 20. јул 2004.      | 2006.           | Српска демократска странка                                     | Шести               |
| 6. |       | мр Игор Радојичић  | 1966 -      | 28. фебруар 2006.  | 2014.           | Савез независних социјалдемократа                              | Шести, Седми и Осми |
| 7. |       | Недељко Чубриловић | 1953 -      | 28. новембар 2014. | 2022.           | Демократски народни савез (2014-2018) Демократски савез(2018-) | Девети и Десети     |
| 8. |       | Ненад Стевандић    | 1966 -      | 15. новембар 2022. | тренутно        | Уједињена Српска                                               | Једанаести          |